# Vargkitteln
Vargkitteln är ett naturreservat i Örebro kommun i Örebro län.
Området är naturskyddat sedan 2006 och är 29 hektar stort. Reservatet ingår, liksom reservatet Trolldalen, i sprickdalen Östra Trolldalen där en isälv forsade fram när inlandsisen smälte och bildade branta dalsidor och jättegrytor. Reservatet består av åldrig granskog med inslag av björk och asp utmed dalsidorna.  